# Xavier University School of Medicine
De Xavier University School of Medicine (XUSOM) is een commerciële academische opleiding voor geneeskunde in Oranjestad, Aruba. De universiteit met dezelfde naam op Bonaire werd in 2010 overgeplaatst naar Curaçao en toen hernoemd naar Avalon University School of Medicine.
De XUSOM werd in 2005 opgericht en is een initiatief van de Arubaanse regering. Er wordt door Amerikaanse docenten les gegeven in het Engels. De schoolinstelling beschikt over state-of-the art-faciliteiten, zoals laboratoria met benodigde apparatuur, anatomie-musea en draadloze technologie. De anatomische lessen worden gegeven in het Dr. Horacio E. Oduber Hospitaal in Oranjestad.
De opleiding is geaccrediteerd met de hoogste accreditatie van de Accreditation Commission of Colleges of Medicine (ACCM).